# 日本の都市公園100選
日本の都市公園100選（にほんのとしこうえん100せん）は、公園や緑地に対する愛護の意識を高め、整備を推進するために1989年（平成元年）7月28日に選定した100か所の日本の都市公園。
国または地方公共団体が設置・管理する都市公園や緑地を対象として広く一般市民からハガキで応募を募り、13万通、653公園へ応募があった。審査には応募数、利用者数、整備運営状況、模範的な特徴や景観・歴史等の性格を評価し選定された。
主催は日本公園緑地協会と緑の文明学会、後援に建設省、協賛に日本新聞協会、日本放送協会、日本民間放送連盟、国際花と緑の博覧会協会、森林浴の森全国協議会、都市緑化基金、日本造園学会、日本造園修景協会、日本リサーチセンター、緑の文明社。選定委員会は日本公園緑地協会会長佐藤昌を委員長とし、委員に写真家の浅井慎平、照明デザイナーの石井幹子、東大名誉教授高橋延清、東京農大教授平野侃三、建設省都市局長真嶋一男。
日本の都市公園100選では、日本の道100選と同じサイズの統一規格の顕彰プレートが存在する。

## 日本の都市公園100選の選定地

### 北海道
- 常磐公園（北海道旭川市）
- 北海道子どもの国（北海道砂川市）
- 大通公園（北海道札幌市中央区）
- 中島公園（北海道札幌市中央区）

### 東北地方
- 鷹揚公園（青森県弘前市）
- 合浦公園（青森県青森市）
- 岩手公園（岩手県盛岡市）
- 高田松原公園（岩手県陸前高田市）
- 松島公園（宮城県松島町、塩竈市、七ヶ浜町、利府町、東松島市）
- 榴岡公園（宮城県仙台市宮城野区）
- 千秋公園（秋田県秋田市）
- 霞城公園（山形県山形市）
- 日和山公園（山形県酒田市）
- 翠ヶ丘公園（福島県須賀川市）

### 関東地方
- 偕楽園（茨城県水戸市）
- 長峰公園（栃木県矢板市）
- 栃木県井頭公園（栃木県真岡市）
- 華蔵寺公園（群馬県伊勢崎市）
- 敷島公園（群馬県前橋市）
- 大宮公園（埼玉県さいたま市大宮区）
- 国営武蔵丘陵森林公園（埼玉県比企郡滑川町）
- さきたま古墳公園（埼玉県行田市）
- 川口市立グリーンセンター（埼玉県川口市）
- 千葉市昭和の森公園（千葉県千葉市緑区）
- 富津公園（千葉県富津市）
- 北区立音無親水公園（東京都北区）
- 東京都立日比谷公園（東京都千代田区）
- 東京都立上野恩賜公園（東京都台東区）
- 東京都立水元公園（東京都葛飾区）
- 東京都立代々木公園（東京都渋谷区）
- 国営昭和記念公園（東京都立川市、昭島市）
- 東高根森林公園（神奈川県川崎市宮前区）
- 山下公園（神奈川県横浜市中区）
- 港の見える丘公園（神奈川県横浜市中区）
- 三笠公園（神奈川県横須賀市）
- 秦野市運動公園（神奈川県秦野市）
- 七沢森林公園（神奈川県厚木市）

### 中部地方
- 五十公野公園（新潟県新発田市）
- 白山公園（新潟県新潟市中央区）
- 悠久山公園（新潟県長岡市）
- 県民公園太閤山ランド（富山県射水市）
- 高岡古城公園（富山県高岡市）
- 兼六園（石川県金沢市）
- 越前陶芸公園（福井県丹生郡越前町）
- 山梨県小瀬スポーツ公園（山梨県甲府市）
- 鳥居平やまびこ公園（長野県岡谷市）
- 中央公園（長野県松本市）
- 国営木曽三川公園（岐阜県海津市）
- 城山公園（岐阜県高山市）
- 姫の沢公園（静岡県熱海市）
- 城北公園（静岡県静岡市葵区）
- 舘山寺総合公園（静岡県浜松市中央区）
- 岡崎城公園（愛知県岡崎市）
- 東山公園（愛知県名古屋市千種区）
- 大高緑地（愛知県名古屋市緑区）
- 名城公園（愛知県名古屋市中区）
- 落合公園（愛知県春日井市）

### 近畿地方
- 中部台運動公園（三重県松阪市）
- 金亀公園（滋賀県彦根市）
- 湖岸緑地（滋賀県大津市ほか）
- 円山公園（京都府京都市東山区）
- 宝が池公園（京都府京都市左京区）
- 京都府立山城総合運動公園（京都府宇治市）
- 大阪城公園（大阪府大阪市中央区）
- 中之島公園（大阪府大阪市北区）
- 服部緑地（大阪府豊中市）
- 五月山緑地（大阪府池田市）
- 大仙公園（大阪府堺市堺区）
- 中央公園（大阪府岸和田市）
- 兵庫県立甲山森林公園（兵庫県西宮市）
- 神戸市立須磨離宮公園（兵庫県神戸市須磨区）
- 兵庫県立明石公園（兵庫県明石市）
- 奈良公園（奈良県奈良市）
- 平草原公園（和歌山県西牟婁郡白浜町）

### 中国地方
- 打吹公園（鳥取県倉吉市）
- 島根県立浜山公園（島根県出雲市）
- 後楽園（岡山県岡山市北区）
- 平和記念公園（広島県広島市中区）
- 呉市中央公園（広島県呉市）
- 維新百年記念公園（山口県山口市）
- ときわ公園（山口県宇部市）

### 四国地方
- 徳島中央公園（徳島県徳島市）
- 栗林公園（香川県高松市）
- 城山公園（愛媛県松山市）
- 南楽園（愛媛県宇和島市）
- 春野総合運動公園（高知県高知市）

### 九州地方
- 響灘緑地（福岡県北九州市若松区）
- 天地山公園（福岡県豊前市）
- 海の中道海浜公園（福岡県福岡市東区）
- 南公園（福岡県福岡市中央区）
- 佐賀城公園（佐賀県佐賀市）
- 上山公園（長崎県諫早市）
- 水前寺江津湖公園（熊本県熊本市東区）
- うしぶか公園（熊本県天草市）
- 高尾山自然公園（大分県大分市）
- 宮崎県総合運動公園（宮崎県宮崎市）
- 特別史跡公園西都原古墳群（宮崎県西都市）
- 吉野公園（鹿児島県鹿児島市）
- 国営沖縄記念公園（沖縄県国頭郡本部町）
- 東平安名崎公園（沖縄県宮古島市）